# Экономический, социальный и экологический совет (Франция)
Экономический, социальный и экологический совет (во Франции) (фр. Conseil économique, social et environnemental (CESE); ранее Экономический и социальный совет) — национальная консультативная ассамблея для обеих палат парламента и правительства страны, имеет конституционный статус (раздел XI Конституции Французской Республики).
Действующим президентом Совета является Тьерри Боде.

## История и функции Совета
Действующий сегодня во Франции Экономический, социальный и экологический совет является наследником аналогичного органа, созданного в 1925 году и ликвидированного режимом Виши, правившим страной во время немецкой оккупации. Работа Совета была восстановлена в 1946 году.
11 раздел Конституции V республики посвящён работе Совета: здесь указаны его полномочия по вынесению заключений на проекты законов, право на избрания представителя Совета в парламенте во время голосования по законопроекту, рассмотренному советом. Отдельно отмечена обязательность предоставления Совету всех законопроектов экономического характера.
Закон, регламентирующий деятельность Совета, устанавливает его обязанность проводить экспертизы законопроектов. Совет должен проводить экспертизы всех законопроектов и решений, касающихся экономической сферы. Также правительство направляет законопроекты, касающиеся других сфер на экспертизу в Совет. В свою очередь Совет распределяет экспертизы по компетентным органам. Кроме того, Совет может по собственной инициативе рассмотреть тот или иной законопроект.
Совет призван консультировать правительство и участвовать в выработке экономической и социальной политики, привлекать общественные и профессиональные объединения к выработке государственной политики, способствовать установлению диалога между различными социальными и профессиональными группами.

## Состав Совета
В состав Совета входит 233 человек. Члены совета распределены в 18 секций. Мандат советника длится 5 лет.
163 советника назначаются общественными и профессиональными организациями, в том числе профсоюзами, объединениями работников промышленности, торговли, сельского хозяйства, ремесленного производства, сельского хозяйства.
68 советников назначаются правительством из числа наиболее компетентных экспертов в своей профессиональной области.
Кроме того, 72 человека, назначенных премьер-министром, участвуют в работе секций, не являясь членами Совета.
Закон запрещает совмещать членство в Совете с мандатом депутата французского или европейского парламента.

## Структура Совета
Члены совета избирают Бюро, являющееся его руководящим органом. В состав Бюро входит Президент Совета и 18 человек.
Сам Совет делится на 9 секций, которые работают по своим узким направлениям:
1. Работа
2. Социальные вопросы
3. Финансы
4. Производство, исследования и технологии
5. Региональная и обустройство территорий
6. Сельское хозяйство и продовольствие
7. Общие экономические вопросы и конъюнктура
8. Внешние отношения
9. уровня жизни